# 托蘭 (康乃狄克州)
托蘭（英語：Tolland）是一個位於美國康乃狄克州托蘭縣的城鎮。

## 地理
托蘭的座標為41°52′20″N 72°22′10″W / 41.87222°N 72.36944°W，而該地的平均海拔高度為200米（即656英尺）。

## 人口
根據2010年美國人口普查的數據，托蘭的面積為104.40平方千米，當中陸地面積為102.90平方千米，而水域面積為1.50平方千米。當地共有人口15052人，而人口密度為每平方千米144.18人。